# 艾猶卡 (密西西比州)
艾猶卡（英語：Iuka）是一個位於美國密西西比州蒂肖明戈縣的城市。根據2010年美國人口普查，該地共人口3,028人，而該地的面積約為25.00平方千米。同時該地也是蒂肖明戈縣的縣治。

## 地理
艾猶卡的座標為34°48′38″N 88°11′45″W / 34.81056°N 88.19583°W，而該地的平均海拔高度為171米（即561英尺）。